# Reitzenstein (Fußballspieler)
Reitzenstein (Lebensdaten und Vorname unbekannt) war ein deutscher Fußballspieler.

## Karriere
Reitzenstein gehörte als Läufer von 1919 bis 1922 dem 1. FC Nürnberg an, für den er in den vom Süddeutschen Fußball-Verband organisierten Meisterschaften in der Kreisliga Nordbayern Punktspiele bestritt. Am Ende seiner Premierensaison gewann er mit der Mannschaft die Nordbayerische Meisterschaft und nahm infolgedessen an der Endrunde um die Süddeutsche Meisterschaft teil, aus der er zunächst als Sieger der Gruppe Nord und mit dem 3:0-Sieg über den FC Pfalz Ludwigshafen als Meister hervorging. Diese Erfolge vermochte er mit der Mannschaft in der Folgesaison zu wiederholen. Mit dem „Club“ als Titelverteidiger war er 1921/22 als Teilnehmer an der Endrunde um die Deutsche Meisterschaft qualifiziert und bestritt zwei Endrundenspiele. Am 4. Juni 1922 bestritt er in Fürth das mit 1:0 gegen den Berliner Verein SV Norden-Nordwest gewonnene Halbfinale sowie das am 6. August 1922 notwendig gewordene Wiederholungs-Endspiel – das Finale am 18. Juni 1922 hatte gegen den Hamburger SV nach dem 2:2-Unentschieden n. V. keinen Sieger hervorgebracht und wurde wegen einbrechender Dunkelheit nach 189 Minuten abgebrochen. Für dieses kam er aufgrund des Ausfalls von Michael Grünerwald zum Einsatz, nachdem er zuvor telegraphisch nachbeordert werden musste. Nachdem er in den Endrundenspielen der erfolgreichen Meisterschaften 1920 und 1921 nicht zum Einsatz gekommen war, kam er nunmehr im Endspiel zum Einsatz, wenn auch unerwartet. Ihm bot sich die Möglichkeit aktiv zur Meisterschaft beizutragen, doch nach 18 Minuten wurde Willy Böß des Feldes verwiesen. Das Spiel wurde in der Verlängerung nach dem Feldverweis von Heinrich Träg in der 100. Minute und dem verletzungsbedingten Ausscheiden von Anton Kugler und zuletzt von Luitpold Popp abgebrochen, da dem 1. FC Nürnberg nur noch sieben anstatt der vorgeschriebenen acht Spieler zur Verfügung standen. Der zum Meister erklärte Hamburger SV verzichtete jedoch auf den Titel.

## Erfolge
- Deutscher Meister 1920, 1921 (jeweils ohne Einsatz in den Endrundenspielen)
- Süddeutscher Meister 1920, 1921
- Nordbayerischer Meister 1920, 1921